# Kanton Dol-de-Bretagne
Der Kanton Dol-de-Bretagne (bretonisch Kanton Dol) ist ein französischer Wahlkreis im Arrondissement Saint-Malo, im Département Ille-et-Vilaine und in der Region Bretagne; sein Hauptort ist Dol-de-Bretagne.

## Geschichte
Der Kanton entstand am 15. Februar 1790. Von 1801 bis 2015 gehörten acht Gemeinden zum Kanton Dol-de-Bretagne (bis 1924 Kanton Dol). Mit der Neuordnung der Kantone in Frankreich stieg die Zahl der Gemeinden 2015 auf 31. Zu den bisherigen Gemeinden des alten Kantons Dol-de-Bretagne kamen noch alle 11 Gemeinden des Kantons Pleine-Fougères, alle 9 Gemeinden des Kantons Châteauneuf-d’Ille-et-Vilaine und drei der bisherigen sechs Gemeinden des Kantons Cancale hinzu.

## Lage
Der Kanton liegt im Norden des Départements Ille-et-Vilaine.

## Gemeinden
Der Kanton besteht aus 31 Gemeinden mit insgesamt 45.130 Einwohnern (Stand: 1. Januar 2022) auf einer Gesamtfläche von 452,48 km²:
| Gemeinde                      | Gallo                  | Bretonisch       | Einwohner (2022) | Fläche (km²) | Code postal | Code Insee |
| ----------------------------- | ---------------------- | ---------------- | ---------------- | ------------ | ----------- | ---------- |
| Baguer-Morvan                 | Bayér-Morvan           | Bagar-Morvan     | 1.697            | 23,11        | 35120       | 35009      |
| Baguer-Pican                  | Bayér-Pican            | Bagar-Bihan      | 1.764            | 15,63        | 35120       | 35010      |
| Broualan                      | Beróalan               | Broualan         | 411              | 12,76        | 35120       | 35044      |
| Châteauneuf-d’Ille-et-Vilaine | Chastèu-Noe            | Kastell-Noez     | 1.679            | 1,38         | 35430       | 35070      |
| Cherrueix                     | Chaeruér               | Kerruer          | 1.106            | 12,69        | 35120       | 35078      |
| Dol-de-Bretagne               | Dóu                    | Dol              | 5.786            | 15,53        | 35120       | 35095      |
| Epiniac                       | Espinyac               | Sperneg          | 1.423            | 23,77        | 35120       | 35104      |
| Hirel                         | Hiraèu                 | Hirel            | 1.384            | 9,85         | 35120       | 35132      |
| La Boussac                    | Labóczac               | Labouseg         | 1.250            | 21,93        | 35120       | 35034      |
| La Fresnais                   | La Frèsnàe             | An Onneg         | 2.508            | 14,43        | 35111       | 35116      |
| La Ville-ès-Nonais            | La Vill-èz-Nonaèn      | Kerlean          | 1.226            | 4,34         | 35430       | 35358      |
| Le Tronchet                   | Le Tronchèt            | Ar Granneg       | 1.204            | 11,35        | 35540       | 35362      |
| Le Vivier-sur-Mer             | Gwiver                 |                  | 1.062            | 2,24         | 35960       | 35361      |
| Lillemer                      | Lill-Moerr             | Enez-Veur        | 383              | 3,74         | 35111       | 35153      |
| Miniac-Morvan                 | Minyac-Morvan          | Minieg-Morvan    | 4.379            | 31,03        | 35540       | 35179      |
| Mont-Dol                      | Mont-Dóu               | Menez-Dol        | 1.076            | 26,44        | 35120       | 35186      |
| Pleine-Fougères               | Plaenn-Foujerr         | Planfili         | 1.978            | 31,98        | 35610       | 35222      |
| Plerguer                      | Plergér                | Plergar          | 2.871            | 20,19        | 35540       | 35224      |
| Roz-Landrieux                 | Roz-Landrioec          | Roz-Lanrieg      | 1.376            | 18,10        | 35120       | 35246      |
| Roz-sur-Couesnon              | Roz-sur-Coénon         | Roz-an-Arvor     | 1.036            | 25,86        | 35610       | 35247      |
| Sains                         | Saent                  | Sent             | 457              | 10,25        | 35610       | 35248      |
| Saint-Benoît-des-Ondes        | Saent-Beneit           | Lanwezoù         | 966              | 2,92         | 35114       | 35255      |
| Saint-Broladre                | -                      | Sant-Brewalaer   | 1.166            | 23,81        | 35120       | 35259      |
| Saint-Georges-de-Gréhaigne    | Saent-Jord-de-Gerhaènn | Sant-Jord-Grehan | 377              | 12,15        | 35610       | 35270      |
| Saint-Guinoux                 | Saent-Gisnó            | Sant-Gwênoù      | 1.247            | 6,37         | 35430       | 35279      |
| Saint-Marcan                  | Saent-Marqaen          | Sant-Marc'han    | 432              | 7,68         | 35120       | 35291      |
| Saint-Père-Marc-en-Poulet     | Saent-Pèrr-an-Poulèt   | Sant-Pêr-Poualed | 2.399            | 19,74        | 35430       | 35306      |
| Saint-Suliac                  | Saent-Suliau           | Sant-Suliav      | 977              | 5,46         | 35430       | 35314      |
| Sougeal                       | Soujau                 | Sulial           | 544              | 14,15        | 35610       | 35329      |
| Trans-la-Forêt                | Trant                  | Treant-Felger    | 638              | 14,83        | 35610       | 35339      |
| Vieux-Viel                    | Vioez-Viéu             | Henwiel          | 328              | 8,77         | 35610       | 35354      |
| Kanton Dol-de-Bretagne        | Dóu                    | Dol              | 45.130           | 452,48       | -           | 3507       |

### Kanton vor 2016
Der alte Kanton Dol-de-Bretagne bestand aus acht Gemeinden auf einer Fläche von 137,51 km². Diese waren: Baguer-Morvan, Baguer-Pican, Cherrueix, Dol-de-Bretagne (Hauptort), Epiniac, Mont-Dol, Roz-Landrieux und Le Vivier-sur-Mer.

## Bevölkerungsentwicklung des alten Kantons
| 1962   | 1968   | 1975   | 1982   | 1990   | 1999   | 2006   | 2012   |
| ------ | ------ | ------ | ------ | ------ | ------ | ------ | ------ |
| 11.923 | 11.541 | 11.626 | 11.825 | 12.065 | 12.079 | 13.118 | 14.564 |

## Politik
Im 1. Wahlgang am 22. März 2015 erreichte keines der vier Wahlpaare die absolute Mehrheit. Bei der Stichwahl am 29. März 2015 gewann das Gespann Jean-Luc Bourgeaux (UMP/LR)/Agnès Toutant (DVD) gegen Sophie De Prat/Fabien Pedezert (beide FN) mit einem Stimmenanteil von 72,50 % (Wahlbeteiligung:51,79 %).
Seit 1945 hatte der Kanton folgende Abgeordnete im Rat des Départements:
| Vertreter im conseil général des Départements | Vertreter im conseil général des Départements | Vertreter im conseil général des Départements                                           |
| Amtszeit                                      | Name                                          | Partei                                                                                  |
| --------------------------------------------- | --------------------------------------------- | --------------------------------------------------------------------------------------- |
| 1945–1976                                     | Yves Estève                                   | Républicains sociaux (RS), dann RPF, UNR, Union des démocrates pour la République (UDR) |
| 1976–1987                                     | Jean Hamelin                                  | Union des démocrates pour la République (UDR), dann RPR                                 |
| 1988–2001                                     | Michel Esneu                                  | RPR                                                                                     |
| 2001–2008                                     | Joseph Gardan                                 | DVD, dann UMP                                                                           |
| 2008–2015                                     | Jean-Luc Bourgeaux                            | UMP                                                                                     |
| 2015–                                         | Jean-Luc Bourgeaux Agnès Toutant              | UMP/LR DVD                                                                              |